# Кастелано (Мачерата)
Кастелано (итал. Castellano) насеље је у Италији у округу Мачерата, региону Марке.
Према процени из 2011. у насељу је живело 97 становника. Насеље се налази на надморској висини од 170 м.